# タッチ (漫画)
『タッチ』は、あだち充による日本の漫画。『週刊少年サンデー』（小学館）において、1981年36号から1986年50号まで連載された。高校野球を題材に、双子の兄弟である上杉達也・和也と幼馴染の浅倉南の3人を軸にした恋愛を絡めて描いている。
連載時の単行本の初版は200万部に達した。その後のロングセラーにより、単行本や文庫本などを合計した2004年12月時点でのコミックス総売上は1億部を突破し、あだち充にとって最大のヒット作となった。第28回（1982年度）小学館漫画賞受賞。
テレビアニメ、劇場用アニメとしてアニメ化もされ、実写のテレビドラマや映画も製作された。

## 作品解説

### 連載前
本作は野球漫画に分類され、高校野球とラブコメディの2本を軸にしているが、基本的にはキャラクター間の三角関係の積み重ねにより物語は展開される。こうした作風は、作者のあだちが過去に手掛けた『ナイン』や『みゆき』の路線を踏襲したものである。
あだち充の出世作のように語られるが、実際は『週刊少年サンデー増刊号』連載でミリオンの『ナイン』と『少年ビッグコミック』連載でダブルミリオンの『みゆき』 に続く、満を持しての『週刊少年サンデー』本刊での連載となった。それまでは原作者を立てたりオリジナルであっても隔週での連載であったあだちにとって、本作はオリジナルでの初の週刊連載。しかもその連載期間の多くは先行していた『みゆき』と重複しており、この時期あだちは週刊の『タッチ』と隔週の『みゆき』を同時進行で描いていた。
なお、当初の発想は「『ナイン』のような話を週刊誌のペースでやれば、形も変わるだろう」、「『ナイン』の担当からの引継ぎだったし、『週刊少年サンデー』なんで、野球マンガにしようかなというぐらい。で、あとはヒロインの南をかわいく描きたいなあという、いつものアレです（笑）」 というものだった。

### タイトルとバトンタッチに至る経緯
タイトルの『タッチ』は、『ナイン』や『みゆき』を踏襲する3文字の単語かつ野球用語であることにより着想を得ている。ほとんどの作品でタイトルをひらめいた後に意味をこじつけて展開をつくるあだちは、連載のごく初期に、立ち上げ時からの担当編集者との打ち合わせで和也を死亡させる展開を決定。弟の夢を兄が受け継いでいく主題から『タッチ』にバトンタッチの意味を込めることが確定された。
編集長をはじめとする当時の編集部は和也を死亡させることに強硬に反対し、配置替えでの後任担当編集者にも和也を殺すなと伝えるように命令する。だがはじめは板挟みになっていたその担当も、あだちの側に付くことを徐々に決意していく。展開を訝しがる編集長をやり過ごし、和也の死亡が確定する第67話の原稿を受け取った担当は、隠れて校了を終わらせ編集部から逃亡した。
当初に構想したバトンタッチ劇となる7巻以後、重くなるストーリー展開をなるべく軽妙にしようとあだちが参考にしたのは西田敏行主演のテレビドラマ『池中玄太80キロ』だった。このドラマは子持ちの女性と結婚した主人公が、妻と死に別れた後、男手一つで義理の娘を育てるといった内容だが、あだちは「テーマは重いが、軽い話で泣かせた。あの雰囲気がいいなと思っていた」と語っている。
本作での主人公の兄弟関係の設定は、あだち充と兄の漫画家・あだち勉の関係の反映という見方も存在する。序盤においては表面上は賢弟愚兄の物語だが、ストーリーの進行につれて弟への遠慮もあって隠していた才能を兄が開花させていく。終盤では、柏葉英二郎監督代行と兄・柏葉英一郎との確執がほのめかされ、上杉兄弟との対比を通じて、英二郎と達也の気持ちの交錯も描かれた。

### 熱血の否定と再構築
本作品では、1970年代まで主流だった野球漫画やスポ根ものの定石を否定、あるいはパロディ化するような面も見られる。
作品序盤の達也は、優秀な弟の和也に対して、いい加減で不真面目なキャラとして描かれている。和也の死後、達也が亡き弟とヒロインが交わした約束を引き継ぐため野球部に入り努力する形となるが、懸命な姿を前面に押し出したり声高に主張する訳でもなく、時には練習をさぼり、時にはどこか涼しい顔をしてみせる。高校3年夏の須見工戦10回裏の守備の場面、疲労困憊の達也は心の内では愚痴をこぼすも、チームメイトから声がかかると軽口を叩いて見せる。
甲子園開幕直前、各地方大会を勝ち上がったライバル達が一堂に会して、「須見工の新田を抑えた」達也に対して名乗りを上げるが、試合のシーンは一切描かれない。最終話は主要登場人物の日常が淡々と描かれ、最後のシーンで甲子園の優勝記念皿が映し出されて結果を示すのみに終わる。その日常の中で達也の前にライバル・新田明男が現れ、新たなステージでの再戦を示唆するも、達也はこれを取り合わない。
あだちはデビュー当初、いくつかの熱血スポーツ漫画を手掛けたが、当時は『巨人の星』や『あしたのジョー』などの影響を受けたスポ根全盛の時代であり、編集者から泥臭さや努力する姿を描くように要求されていた。あだちの絵柄は当時から柔らかみのあるもので、「汗臭く、泥臭い」といった要求は望ましいものではなかった。その後、知り合いの編集者が少女誌に異動したことを契機に少女誌に活躍の場を移し、ようやく自分のペースを掴むこととなった。1970年代後半、再び少年誌からの誘いを受けると、「熱血ものより柔らかいもの」が読者に尊ばれる時代に移行したこともあり『ナイン』や『みゆき』のヒットへと至った。
『ダ・ヴィンチ』2012年12月号のインタビューによれば、熱血そのものを嫌っていた訳ではないものの、あだちが好んだ熱血は「当時流行していた熱血」とはまったく異質なものだった。そのため、熱血ものの登場人物たちが「努力する姿や頑張る姿を声高にアピール」すること、あるいは1970年代後半以降に流行したラブコメディもののカップルたちが「秘めた思いを簡単に口にする」ことに野暮さを感じていた。本作の描写について、あだちはスポ根や熱血の茶化し自体が目的ではなく、登場人物の内に秘めた思いを「言葉ではなく態度で伝える」、いわゆる「粋」な形で表現するために模索した結果だとしている。こうした「野暮」や「粋」といった感覚は落語から学んだものだった。
また、宇都宮滋一著『「ダメ!」と言われてメガヒット 名作マンガの知られざる制作現場』によれば、『タッチ』の初代担当編集・白井康介から担当を引き継いだ三上信一と、あだちとの間でせめぎ合いもあった。三上は軟式野球経験者でラブコメディよりも熱血野球漫画を好み、あだちにも彼が初期に手掛けた野球漫画『牙戦』（原作：滝沢解）のような内容を描かせたいと考えていた。一方、あだちは三上の意に反して「どんどん嫌いな漫画を描いてやろう、あいつを裏切ってやろう」と考えていた。自分の要求とは異なる表現が描かれることを三上は不審に思ったものの、あだちの意図を「ラブコメっぽく見えても根底にあるのは熱血」だと理解するに至った。
斎藤宣彦による『いきなり最終回 あの傑作が終わる…』での取材によれば、あだちは連載当初「恋愛をも犠牲にして野球にひたすら打ち込む姿がかっこいい」とされていた風潮の中で、それに逆らい「女の子のために野球をする」姿をあえて描いたと語っている。その一方で連載も佳境に入り、あだちのフォロワーが増え始めると、それとは正反対に泥臭い姿を描きたい衝動にも駆られたと語っている。こうした軸のブレ、揺り戻しのような現象について、あだちは自身の「天邪鬼な性格」ゆえとしている。

## あらすじ
幼馴染の三角関係
上杉達也、上杉和也は双生児。スポーツにも勉強にも真剣に取り組む弟の和也に対して、要領はいいが何事にもいい加減な兄の達也。そして隣に住む同い年の浅倉南。3人は物心付く前から一緒に行動している、いわば幼馴染だった。思春期を迎えて互いが互いを異性として意識し始める。物語のスタート時、3人は中学3年生である。3人は気心の知れた家族のような間柄であったが、微妙な三角関係のまま明青学園高等部へ進む。
和也の死
「甲子園につれてって」という南の幼い頃からの夢を叶えるため、1年生にして野球部のエースとして活躍する和也とマネージャーとして働く南。しかし南が異性として意識していたのは達也だった。達也には努力を怠ってきた自覚があり、両思いながらも南の気持ちと向き合いきれない。家族同然に育った3人の関係もまだ維持していたい。
和也は南へ異性としてのアプローチを開始し、達也にも恋の戦いから逃げないように促す。この戦いで先取点をねらうために「まずは南を甲子園につれていく」と和也は2人に誓うが、地区予選決勝に向かう途中で交通事故死する。
野球部へ入部
達也はなりゆきで入部していたボクシング部で熱心に活動し、和也の亡き後こそ弟に恥じない人間になろうとする。しかし2年生ながら野球部の中心的人物である黒木らに強く勧められ、エースとして野球部へ入部することになる。達也を和也に代わる才能の持ち主として勧誘する黒木には戸惑っていた南も、入部した達也を温かく迎える。
達也は当初多くの野球部員には歓迎されず、和也の親友で正捕手でもある松平には強く反発される。だが達也なりの熱意が部員たちに認められ、しぶしぶバッテリーを組まされた松平とも徐々に信頼を深める。そして達也は、南の夢を叶えるという和也の夢を、自分が代わりに叶えることを強く意識するようになる。
ライバル達との出会い
達也たちは2年生になる。達也は勢南高校の西村勇や須見工業高校の新田明男と知り合い、ライバル意識を育む。彼らとは野球で同学年のライバルになるだけでなく、浅倉南に恋愛感情を抱く者同士としてのライバル関係も築いていく。それでも達也にとっての本当のライバルは一貫して和也のみである。
西村は持ち球のカーブを駆使し、甲子園出場を期待されるピッチャー。一方、新田はサードで地区最強の打者、そして亡き和也と勝負するため野球に打ち込んできた男であった。彼がいる限り須見工の甲子園出場は間違いなしと周囲で騒がれている。2年生の甲子園の地方予選では、西村が所属する勢南高校と対戦して延長戦の末敗れる。
監督によるシゴキ
達也たちは3年生となる。新田の妹である由加が明青学園に入学し、野球部のマネージャーに加わる。その頃、野球部の監督が病気で入院して、明青学園の校長は同校OBの柏葉英一郎に監督代行を任せようとする。だが現れたのは海外出張中の兄と入れ替わった柏葉英二郎だった。柏葉は野球部への恨みを隠しながら監督代行としての強権を振るう。
南は野球部マネージャーを辞めさせられ、掛け持ちしていた新体操部の選手に専念。野球部員は激しいシゴキで選手生命を断たれる寸前に。新入部員はほとんどが部を辞めてしまう。しかし、レギュラーは1人も去ること無く、夏の甲子園の地方予選を迎える。達也は和也に代わって新田に勝ち、南を甲子園に連れていく強い意志を持っていて、柏葉の過酷な指導に屈することはなかった。
達也と南にとって高校生活最後の夏、地方大会初戦で柏葉は、1年生の佐々木を先発ピッチャーに起用して明青学園を敗退させようとする。しかしチームの結束力は固く、失点を打撃でカバーし初戦を突破。柏葉のシゴキに耐えて力をつけた明青学園は大会を勝ち進んでいく。また柏葉は、高校時代に甲子園へ行く夢を兄の代わりに叶えようとし、兄に疎まれて野球部から追放された過去と向き合っていく。
須見工との決勝戦
甲子園出場をかけて決勝戦に挑む明青学園。対戦相手は新田の所属する須見工である。接戦が続く中、達也は弟・和也の代わりを務めようとするあまり本調子が出ない。柏葉はかつて兄弟に可能性を奪われた人間として達也の姿勢をなじる。だが達也はその言葉で悩みを吹っ切り、達也としてのプレイに立ち戻る。柏葉も監督として的確な指示を出し始める。
試合は延長に入り、明青は10回表に1点勝ち越し裏の守りにつく。そして、2アウト2塁でバッターは強打者の新田。新田はその前の打席でホームランを打っており、観客も須見工の監督もこの場面では新田を敬遠するだろう、と思っていた。しかし明青ナインは、達也の力を最大限に引き出してくれるのは新田しかいないと考え、敬遠せず勝負する。新田はファウルで粘る。その力は互角、見ている人すべてが息をこらして勝負の行方を見つめる。達也は最後の力を使い果たして投球しようとする。瞬間、達也は自分の投球に和也が力を貸したことを感じる。その結果、新田は三振。達也は甲子園への出場を決定する。
エピローグ
和也の夢を叶え、2年間打ち込んだ目標を達成した達也は、進むべき道を見失いかける。だが甲子園開会式当日、達也は河原で「上杉達也は浅倉南を愛しています」「世界中のだれよりも」と自分の気持ちを伝え、スタート地点を確認。エピローグにて、登場人物たちの進路と、達也を擁する明青が甲子園で優勝し、南もインターハイ新体操で個人総合優勝したことが示され、物語は幕を閉じる。

## 登場人物
ここでは主要人物のみ紹介。
上杉 達也（うえすぎ たつや）
明青学園高等部3年（開始当時：明青学園中等部3年）。
本作の主人公。上杉和也の双子の兄。隣家の浅倉南とは同い年で、3人揃って赤ん坊の頃から仲の良い幼馴染。
要領が良く基本的に飽きっぽい。優れた潜在能力を持ちながらも周囲からは「出がらしの兄」と見なされる。
南を女性として意識している。だが同じく南に惚れている和也との関係に配慮して、思いを表に出さないようにしていた。
和也の死後は明青のエースの座と南を甲子園に連れていくという夢を受け継ぐ。
浅倉 南（あさくら みなみ）
明青学園高等部3年（開始当時：明青学園中等部3年）。
本作のヒロイン。達也・和也の赤ん坊の頃からの幼馴染。
勉学運動ともに優れる美少女。明青学園高等部で野球部マネージャーを務めていたが、1年生の後半から掛け持ちをはじめた新体操部で一躍スターに。3年生では野球部から追い出され、新体操部に専念する。
幼い頃に甲子園に憧れ、真面目に取り合ってくれた和也に「南を甲子園につれていって」という夢の実現を約束してもらう。だが成長するにつれ抱くようになったもうひとつの夢は達也の「お嫁さん」になることだった。
上杉 和也（うえすぎ かずや）
明青学園高等部1年で死去（開始当時：明青学園中等部3年）。
本作の準主人公。上杉達也の双子の弟。
高等部1年にして明青のエースとなる。勉強もトップクラスの成績。「デキの良い弟」・「天才」と呼ばれるが実は努力家で秀才タイプ。
達也と南が惹かれ合っているのに気付き、思いを抑えきれなくなり、南に告白。達也にも自分に対する遠慮を捨てさせようとする。
恋の先取点をねらうためにまずは幼い頃の約束どおりに南を甲子園につれていくと宣言するが、地区予選決勝に向かう途中で交通事故に遭い、他界。

## 私立明青学園高等部
上杉達也・和也兄弟、浅倉南らが通っている高等学校。所在地は東京都で、明青学園中等部も存在する。
あだちによれば、明星学園の"校舎のモデル"は作者の母校の群馬県立前橋商業高等学校の旧校舎である（2009年新校舎完工）。
作中で存在が判明している運動部としては、野球部、サッカー部、バレーボール部、体操部、新体操部、柔道部、ボクシング部、テニス部がある。中でも野球部の活動は盛んで、和也が1年生の時は甲子園地区予選準優勝、達也が3年生の時には甲子園で優勝している。それ以降、甲子園からは遠ざかり、2012年に連載開始した『MIX』では、甲子園に出場したのは達也がエースだった時代が最初で最後の出場という設定になっている。しかし、『KATSU!』の作中では、ラジオで明青学園が16年ぶりに甲子園出場したという実況中継が流れており、決勝戦まで勝ち進んで同作の登場人物・岬新一率いる神奈川県代表の港星高校に敗れているシーンが描かれていた。『MIX』では『KATSU!』にあった2度目の甲子園出場の設定は引き継がれなかった。

## 書誌情報

### 単行本
- あだち充 『タッチ』 小学館〈少年サンデーコミックス〉、全26巻
  1. 1981年12月15日初版第1刷発行、ISBN 4-09-120651-4
  2. 1982年3月15日初版第1刷発行、ISBN 4-09-120652-2
  3. 1982年7月15日初版第1刷発行、ISBN 4-09-120653-0
  4. 1982年10月15日初版第1刷発行、ISBN 4-09-120654-9
  5. 1983年4月15日初版第1刷発行、ISBN 4-09-120655-7
  6. 1983年5月15日初版第1刷発行、ISBN 4-09-120656-5
  7. 1983年7月15日初版第1刷発行、ISBN 4-09-120657-3
  8. 1983年9月15日初版第1刷発行、ISBN 4-09-120658-1
  9. 1983年12月15日初版第1刷発行、ISBN 4-09-120659-X
  10. 1984年5月15日初版第1刷発行、ISBN 4-09-120660-3
  11. 1984年7月15日初版第1刷発行、ISBN 4-09-121131-3
  12. 1984年9月15日初版第1刷発行、ISBN 4-09-121132-1
  13. 1984年11月15日初版第1刷発行、ISBN 4-09-121133-X
  14. 1984年12月15日初版第1刷発行、ISBN 4-09-121134-8
  15. 1985年1月15日初版第1刷発行、ISBN 4-09-121135-6
  16. 1985年4月15日初版第1刷発行、ISBN 4-09-121136-4
  17. 1985年6月15日初版第1刷発行、ISBN 4-09-121137-2
  18. 1985年9月15日初版第1刷発行、ISBN 4-09-121138-0
  19. 1985年10月15日初版第1刷発行、ISBN 4-09-121139-9
  20. 1985年12月15日初版第1刷発行、ISBN 4-09-121140-2
  21. 1986年4月15日初版第1刷発行、ISBN 4-09-121451-7
  22. 1986年5月15日初版第1刷発行、ISBN 4-09-121452-5
  23. 1986年8月15日初版第1刷発行、ISBN 4-09-121453-3
  24. 1986年10月15日初版第1刷発行、ISBN 4-09-121454-1
  25. 1986年11月15日初版第1刷発行、ISBN 4-09-121455-X
  26. 1987年1月15日初版第1刷発行、ISBN 4-09-121456-8
- あだち充 『タッチ』 小学館〈サンデーコミックス ワイド版〉、全11巻
  1. 1992年6月15日初版第1刷発行、ISBN 4-09-123741-X
  2. 1992年8月15日初版第1刷発行、ISBN 4-09-123742-8
  3. 1992年10月15日初版第1刷発行、ISBN 4-09-123743-6
  4. 1992年12月15日初版第1刷発行、ISBN 4-09-123744-4
  5. 1993年2月15日初版第1刷発行、ISBN 4-09-123745-2
  6. 1993年4月15日初版第1刷発行、ISBN 4-09-123746-0
  7. 1993年6月15日初版第1刷発行、ISBN 4-09-123747-9
  8. 1993年8月15日初版第1刷発行、ISBN 4-09-123748-7
  9. 1993年10月15日初版第1刷発行、ISBN 4-09-123749-5
  10. 1993年12月15日初版第1刷発行、ISBN 4-09-123750-9
  11. 1994年2月15日初版第1刷発行、ISBN 4-09-123751-7

### 文庫版
- あだち充 『タッチ』 小学館〈小学館文庫〉、全14巻
  1. 1999年4月10日初版第1刷発行（3月16日発売[31]）、ISBN 4-09-193251-7
  2. 1999年4月10日初版第1刷発行（3月16日発売[32]）、ISBN 4-09-193252-5
  3. 1999年5月10日初版第1刷発行（4月16日発売[33]）、ISBN 4-09-193253-3
  4. 1999年6月10日初版第1刷発行（5月15日発売[34]）、ISBN 4-09-193254-1
  5. 1999年7月10日初版第1刷発行（6月16日発売[35]）、ISBN 4-09-193255-X
  6. 1999年8月10日初版第1刷発行（7月16日発売[36]）、ISBN 4-09-193256-8
  7. 1999年9月10日初版第1刷発行（8月7日発売[37]）、ISBN 4-09-193257-6
  8. 1999年10月10日初版第1刷発行（9月16日発売[38]）、ISBN 4-09-193258-4
  9. 1999年11月10日初版第1刷発行（10月16日発売[39]）、ISBN 4-09-193259-2
  10. 1999年12月10日初版第1刷発行（11月16日発売[40]）、ISBN 4-09-193260-6
  11. 2000年1月10日初版第1刷発行（1999年12月16日発売[41]）、ISBN 4-09-193261-4
  12. 2000年2月10日初版第1刷発行（1月15日発売[42]、ISBN 4-09-193262-2
  13. 2000年3月10日初版第1刷発行（2月16日発売[43]）、ISBN 4-09-193263-0
  14. 2000年4月10日初版第1刷発行（3月16日発売[44]）、ISBN 4-09-193264-9

### 完全版
- あだち充 『タッチ 完全版』 小学館〈少年サンデーコミックススペシャル〉、全12巻
  1. 2005年7月15日初版第1刷発行、ISBN 4-09-127841-8
  2. 2005年7月15日初版第1刷発行、ISBN 4-09-127842-6
  3. 2005年7月15日初版第1刷発行、ISBN 4-09-127843-4
  4. 2005年8月15日初版第1刷発行、ISBN 4-09-127844-2
  5. 2005年8月15日初版第1刷発行、ISBN 4-09-127845-0
  6. 2005年8月15日初版第1刷発行、ISBN 4-09-127846-9
  7. 2005年9月15日初版第1刷発行、ISBN 4-09-127847-7
  8. 2005年9月15日初版第1刷発行、ISBN 4-09-127848-5
  9. 2005年9月15日初版第1刷発行、ISBN 4-09-127849-3
  10. 2005年10月15日初版第1刷発行、ISBN 4-09-127850-7
  11. 2005年10月15日初版第1刷発行、ISBN 4-09-127861-2
  12. 2005年10月15日初版第1刷発行、ISBN 4-09-127862-0

### 完全復刻版
- あだち充 『タッチ 完全復刻版』 小学館〈少年サンデーコミックス〉、全26巻
  1. 2012年10月17日初版第1刷発行、ISBN 978-4-09-124046-0
  2. 2012年10月17日初版第1刷発行、ISBN 978-4-09-124047-7
  3. 2012年11月17日初版第1刷発行、ISBN 978-4-09-124048-4
  4. 2012年11月17日初版第1刷発行、ISBN 978-4-09-124049-1
  5. 2012年12月17日初版第1刷発行、ISBN 978-4-09-124050-7
  6. 2012年12月17日初版第1刷発行、ISBN 978-4-09-124051-4
  7. 2013年1月16日初版第1刷発行、ISBN 978-4-09-124052-1
  8. 2013年1月16日初版第1刷発行、ISBN 978-4-09-124053-8
  9. 2013年2月17日初版第1刷発行、ISBN 978-4-09-124054-5
  10. 2013年2月17日初版第1刷発行、ISBN 978-4-09-124055-2
  11. 2013年3月17日初版第1刷発行、ISBN 978-4-09-124056-9
  12. 2013年3月17日初版第1刷発行、ISBN 978-4-09-124057-6
  13. 2013年4月17日初版第1刷発行、ISBN 978-4-09-124058-3
  14. 2013年4月17日初版第1刷発行、ISBN 978-4-09-124059-0
  15. 2013年5月15日初版第1刷発行、ISBN 978-4-09-124060-6
  16. 2013年5月15日初版第1刷発行、ISBN 978-4-09-124061-3
  17. 2013年6月17日初版第1刷発行、ISBN 978-4-09-124062-0
  18. 2013年6月17日初版第1刷発行、ISBN 978-4-09-124063-7
  19. 2013年7月17日初版第1刷発行、ISBN 978-4-09-124064-4
  20. 2013年7月17日初版第1刷発行、ISBN 978-4-09-124065-1
  21. 2013年8月17日初版第1刷発行、ISBN 978-4-09-124066-8
  22. 2013年8月17日初版第1刷発行、ISBN 978-4-09-124067-5
  23. 2013年9月17日初版第1刷発行、ISBN 978-4-09-124068-2
  24. 2013年9月17日初版第1刷発行、ISBN 978-4-09-124069-9
  25. 2013年10月16日初版第1刷発行、ISBN 978-4-09-124070-5
  26. 2013年10月16日初版第1刷発行、ISBN 978-4-09-124071-2
- あだち充 『タッチ 完全復刻版BOX』 小学館〈少年サンデーコミックス〉、全5巻
  1. 2019年5月10日発売[45]、ISBN 978-4-09-943045-0
  2. 2019年6月12日発売[46]、ISBN 978-4-09-943046-7
  3. 2019年7月12日発売[47]、ISBN 978-4-09-943047-4
  4. 2019年8月9日発売[48]、ISBN 978-4-09-943048-1
  5. 2019年9月12日発売[49]、ISBN 978-4-09-943049-8

### 小説
- 青木ひかる（著） 『タッチ もうひとつのラストシーン』 小学館〈小学館文庫〉、2005年8月5日発売[50]、ISBN 4-09-408045-7

## テレビアニメ
1985年3月24日から1987年3月22日までフジテレビ系列にて放送。全101話。
旭通信社が長く担当して来たフジテレビの日曜19:00枠は、1982年の『さすがの猿飛』（土田プロ）、1984年の『Gu-Guガンモ』（東映動画）と、小学館の『週刊少年サンデー』系の漫画を原作とする企画ラインが続き、本作もその延長上にある。企画を立てた旭通信社の片岡義朗プロデューサーは「キャラクター商品が売りづらい」という反対の声を押し切ってアニメ化を実現した。
制作にあたり、1983年から1984年にかけて放送されたあだち充原作のスペシャルアニメ『ナイン』3部作を担当した杉井ギサブロー、前田実といったクリエイターによりスタッフを編成し、東宝とグループ・タックが製作会社となっている。1985年12月22日放送で31.9%の視聴率を上げたのを始め、常に視聴率20%以上を稼ぐ人気番組となった。劇場アニメ映画も3作が製作された。杉井らによる原作の魅力を引き出した演出、芹澤廣明による劇中音楽も魅力となった。
後番組は同じ布陣によるあだち充作品のアニメ化『陽あたり良好!』が放映された。
人気のみならず、質の面でも評価を受け、アニメ業界関係者によって選考される日本アニメ大賞・アトム賞を受賞。背景美術を担当して作品を支えた小林七郎美術監督も本作により美術部門最優秀賞を獲得した。
全体的には原作における映画的な表現、空気感を反映しようと試みられているが、原作をそのまま映像化したものではなく、「アニメスタッフの考えや美意識が入った別の作品」とも評される。そのため原作における内輪受けの話題、軽妙なギャグ（例えば高3夏の予選決勝前、『炎の転校生』の主人公・滝沢昇が現れて雨天順延を伝えるシーン）などはほぼカットされ、シリアス寄りの作風となっている。アニメ版は原作と同様に明青学園対須見工戦が終盤の山場となるが、いくつかの改変がなされている。
- 高3夏の予選決勝、達也と新田の最後の対決の場面。原作では和也のものと思しい残像が現れて達也に力を貸し、新田を打ち取るが、アニメ版ではそれまで和也の投球フォームを模倣していた達也がフォームを切り替え、自らの力で打ち取るように変更されている[54]。また、原作では新田に対して最後の一球を投じる場面で、野球とは無関係な飛込競技のシーンが挿入され、間を置いた上で打ち取ったことが示される[54]。アニメ版ではこうした間を挟まず、達也と新田の勝負やその行方を見守る周囲の姿がストレートに表現されている[54]。
- 地区大会優勝後は、住友里子の登場シーンなどは省略され、明青一行が兵庫県に到着した直後、達也が南に電話で愛を告白するところで完結となっている[54]。『アニメージュ』1987年3月号によれば、アニメ版の最終回は作者のあだちが当初予定していた原作最終回のアイデアに基づいたものである[54][55]。1986年夏、連載引き延ばしのため当初の構想がお蔵入りとなったとの話を、杉井が作者から直接聞き、「TVの方はあだちさんが最初やりたかった終わり方にしましょうか」と了承を得た上での変更となった[55]。なお、作者は連載を進めながら最終盤の構想を練る作家であり、「大人の事情」もあって連載を予定より長引かせた終盤においても、最終盤の展開については思案を重ねていた。そのためアニメスタッフに最終回の内容について尋ねられた際、「知らねーよ」と思いながら答えることになった。アニメ最終回の内容はその時に答えた内容に基づいている[15][56][57]。

### 声の出演
- 上杉達也 - 三ツ矢雄二
- 上杉和也 - 難波圭一
- 浅倉南 - 日髙のり子
- 松平孝太郎 - 林家こぶ平（現・林家正蔵）
- 新田明男 - 井上和彦
- 新田由加 - 冨永み〜な
- 原田正平 - 銀河万丈
- 坂田 - 稲葉実
- 黒木武 - 塩沢兼人
- 西村勇 - 中尾隆聖
- 吉田剛 - 塩屋翼→堀川亮
- 西尾茂則 - 北村弘一
- 西尾佐知子 - 鶴ひろみ
- 上杉信吾・パンチ - 千葉繁
- 上杉晴子 - 小宮和枝
- 浅倉俊夫 - 増岡弘
- 柏葉英二郎 - 田中秀幸
- 柏葉英一郎 - 内海賢二
- 佐々木 - 難波克弘→石田彰
- 中嶋・藤本・おじさんA - 関俊彦
- 校長・ボクシング部員 - 玄田哲章

### スタッフ
- 原作 - あだち充
- 企画 - 岡正、片岡義朗
- 企画協力 - 宇佐美廉
- シリーズ監督 - ときたひろこ
- アニメーション監督 - 前田庸生（第27話まで）
- シリーズ文芸構成 - 高星由美子（第56話まで）、並木敏（第57話から）
- 美術監督 - 小林七郎
- 総作画監督 - 前田実
- 音楽 - 芹澤廣明
- プロデューサー - 中尾嘉伸（第79話まで）→亀山千広（第80話から）、藤原正道、対木重次
- 総監督 - 杉井ギサブロー
- タイトルアニメーション - 杉井ギサブロー、前田実、永丘昭典（第63話から）
- 音響監督 - 藤山房延
- 効果 - 加藤昭二、野口透（第28話から）（アニメサウンドプロダクション）
- 録音 - 伊東忠美、山田均（第20話から）
- 音響助手 - 吉野勝久
- 編集 - 古川雅士、門井美樹（第5話から）
- タイトル - 片山悟
- 音楽制作協力 - 東宝音楽出版
- 制作チーフ - 藤田健
- 制作担当 - 金正廣
- 制作協力 - スタジオジュニオ、スタジオ・ぎゃろっぷ、キティ・フィルム
- 製作 - 旭通信社、東宝株式会社、グループ・タック

### 主題歌
第1期オープニングテーマ「タッチ」を筆頭に、岩崎良美が歌った主題歌がヒットした。レコード会社キャニオン・レコード側は当初、プロモーションのため新人歌手の起用を提示したが、監督の杉井ギサブローがこれに抵抗。話し合いがもつれるうちにあだち充の世界を表現できる実力のある歌手をキャニオン所属歌手から起用するということで岩崎良美に落ち着いたという。あだちは元々岩崎のファンであることを公言しており、主題歌への起用を喜んでいた。
発売当時は、ベストテンにも入らず爆発的なヒットこそしなかった（オリコン最高12位、売上24.7万枚）が、結果的に長く愛され岩崎の代表曲となった。
オープニング主題歌「タッチ」は、21世紀に入った現在でも日本の高校野球では応援歌（ヒッティングマーチ）の定番とされている など人気は高く、その後も数々のカバーがされている。なお、あだち充の母校群馬県立前橋商業高等学校では「タッチを演奏すると負ける」といわれ全く使用されていなかったが、2007年の第89回全国高等学校野球選手権大会への出場を契機に解禁されたことが報じられた。この際、あだちは「封印を解くのが遅いよ」とのコメントを出した。
第2期エンディングテーマ「青春」は、1986年の第58回選抜高等学校野球大会の入場行進曲となった。その影響か第2期 - 第3期の移行ではOPとED双方の曲に使用期間にズレが生じているが、OPの主題歌表示は「青春」を使用していた回を含め「チェッ!チェッ!チェッ!」「約束」になっており、その理由は諸説あり今も不明。第4期オープニング・エンディング（エンディングは最終回まで）のみ、夢工場が主題歌を担当した。
オープニング
- 「タッチ」（第1話 - 第27話）

作詞 - 康珍化 / 作曲・編曲 - 芹澤廣明 / 歌 - 岩崎良美
- 「愛がひとりぼっち」（第28話 - 第56話）

作詞 - 康珍化 / 作曲・編曲 - 芹澤廣明 / 歌 - 岩崎良美
- 「チェッ!チェッ!チェッ!」（第57話 - 第79話）

作詞 - 康珍化 / 作曲・編曲 - 芹澤廣明 / 歌 - 岩崎良美
- 「ひとりぼっちのデュエット」（第80話 - 第93話）

作詞 - 売野雅勇 / 作曲・編曲 - 芹澤廣明 / 歌 - 夢工場
- 「情熱物語」（第94話 - 第101話）

作詞 - 康珍化 / 作曲・編曲 - 芹澤廣明 / 歌 - 岩崎良美
エンディング
- 「君がいなければ」（第1話 - 第27話）

作詞 - 康珍化 / 作曲・編曲 - 芹澤廣明 / 歌 - 岩崎良美
- 「青春」（第28話 - 第62話）

作詞 - 康珍化 / 作曲・編曲 - 芹澤廣明 / 歌 - 岩崎良美
- 「約束」（第63話 - 第79話）

作詞 - 康珍化 / 作曲・編曲 - 芹澤廣明 / 歌 - 岩崎良美
- 「君をとばした午後」（第80話 - 第101話）

作詞 - 高柳恋 / 作曲・編曲 - 後藤次利 / 歌 - 夢工場

### 挿入歌
OP・ED曲や出演声優の日高のり子・三ツ矢雄二・難波圭一の他、音楽部門全体を担当した芹澤廣明・ミス南コンテストグランプリの浅倉亜季などの楽曲も使用された。タッチの楽曲は劇場版を含めカバーが多いため、複数の人物が歌っている曲も多いが、劇場版からの流用以外はBGMを含め音楽全般を網羅したCDボックス「タッチTVシリーズ音楽編」に収録されている物を基準とする。現在カバーバージョンは殆ど廃盤の為入手はかなり困難だがテレビシリーズのDVDボックスに特典として一部が収録されており、現在もインターネット通信販売などで入手可能。
- 「僕たちのSomeday」歌 - 三ツ矢雄二
- 「好きになるなら」 / 「ホワイト・ドリーム」 / 「夢で逢いたい」歌 - 日高のり子
- 「夏の便り」歌 - 難波圭一
- 「星のシルエット」 / 「風のメッセージ」 / 「永遠のランナー」歌 - 芹澤廣明
- 「野球（ベースボール）」歌 - 岩崎良美
- 「南の風・夏少女」 / 「雨の中のワンボーイ」歌 - 浅倉亜季
- 「蒼いメモリーズ」 / 「好きで、ごめん。」歌 - 内海和子
- 「背番号のないエース」歌 - ラフ&レディ ※本来劇場版主題歌であり、上記CDにも収録されていないが、第2部で数回挿入歌として使用されている。
- 「さよならの贈り物」歌 - ブレッド&バター ※同じく、本来劇場版主題歌であり、上記CDにも収録されていないが、第87話で挿入歌として使用されている。

本来ミュージカル版テーマソングであり、上記CDにも収録されていないが、挿入歌として使用されている楽曲。
- 「君のハートにタッチ」歌 - 工藤夕貴

上記CDには収録されていないが、テレビから流れている形や喫茶店で流れている形で使用されている楽曲。
- 「卒業」 / 「青春」 / 「初戀」歌 - 斉藤由貴
- 「Summer Beach」 / 「星と夜と恋人たち」 / 「哀しい予感」歌 - 岡田有希子
- 「だからタッチ・ミー」 / 「少女たちはどこへ行った」歌 - 森尾由美
- 「およしになってねTEACHER」歌 - おニャン子クラブ
- 「涙のリクエスト」 / 「哀しくてジェラシー」 / 「星屑のステージ」歌 - チェッカーズ　※3曲共、第54話でリードボーカル抜きのオリジナル・カラオケバージョンが喫茶「南風」で流れている形で使用されている。
- 「陽あたり良好」歌 - 浅倉亜季 ※後番組の初代OP曲で最終回にテレビから流れている形で使用されている（逆に『陽あたり良好!』では初期放送で数回「雨の中のワンボーイ」が使用されている）。

### 各話リスト
第1部
| 話数   | 放送日         | サブタイトル                          | 脚本       | コンテ     | 演出         | 作画監督   | 視聴率 |
| ------ | -------------- | ------------------------------------- | ---------- | ---------- | ------------ | ---------- | ------ |
| 第1話  | 1985年 3月24日 | 誰がなんと言おーとオレたち双子です!!  | 高星由美子 | -          | ときたひろこ | 前田実     | 21.4%  |
| 第2話  | 3月31日        | 女の直感! チョッチ気になる達也の才能  | 高星由美子 | -          | 早川啓二     | 山本哲也   | 20.9%  |
| 第3話  | 4月7日         | 思わず初登板! 和也の名前でお騒がせ!?  | 水城ゆう   | -          | 早川啓二     | 辻初樹     | 24.2%  |
| 第4話  | 4月14日        | 見たか? 見ないか!? 南の日記!!         | 水城ゆう   | -          | 坂田純一     | 谷口守泰   | 25.4%  |
| 第5話  | 4月21日        | 熱血バトンタッチ! ゴールは正確にネ!?  | 水城ゆう   | 野寺三郎   | 宇井孝司     | 音無竜之介 | 21.6%  |
| 第6話  | 4月28日        | ウワサは本当!? 南と和也の気になる関係 | 土屋斗紀雄 | 池田はやと | ときたひろこ | 前田実     | 20.8%  |
| 第7話  | 5月5日         | えッホント!! 達也と南が結婚しちゃう!? | 高星由美子 | 坂田純一   | 早川啓二     | 辻初樹     | 20.3%  |
| 第8話  | 5月12日        | 達也打ちます!! ホンキで兄弟対決!?     | 柳川茂     | 野寺三郎   | 井上修       | 福山映二   | 19.0%  |
| 第9話  | 5月19日        | 達也と原田クンのア・ブ・ナ・イ友情!   | 水城ゆう   | -          | 早川啓二     | 辻初樹     | 23.9%  |
| 第10話 | 5月26日        | みんな悩んで気分はすっかり高校生デス! | 土屋斗紀雄 | -          | 坂田純一     | 谷口守泰   | 23.0%  |
| 第11話 | 6月2日         | 来たれ野球部! 微妙に揺れる達也の心!!  | 柳川茂     | 野寺三郎   | ときたひろこ | 音無竜之介 | 19.2%  |
| 第12話 | 6月9日         | 初練習! ハツラツ和也とヨレヨレ達也!?  | 水城ゆう   | 池田はやと | 宇井孝司     | 前田実     | 21.3%  |
| 第13話 | 6月16日        | 和也心配です! 恋のスランプ孝太郎くん  | 土屋斗紀雄 | -          | 早川啓二     | 辻初樹     | 21.3%  |
| 第14話 | 6月23日        | 不満です? 南と和也はベストカップル!?  | 金春智子   | -          | 早川啓二     | 小和田良博 | 20.0%  |
| 第15話 | 6月30日        | これは事件です! 達也が南を平手打ち!!  | 立花あずま | 野寺三郎   | 井上修       | 福山映二   | 25.4%  |
| 第16話 | 7月7日         | せつないネ! 和也のハートはレモン色!   | 高星由美子 | -          | 坂田純一     | 谷口守泰   | 22.4%  |
| 第17話 | 7月14日        | ファースト・キス! 南より愛をこめて!?  | 柳川茂     | -          | 早川啓二     | 小和田良博 | 22.5%  |
| 第18話 | 7月21日        | 達也の気持ちはちょっとフクザツです!   | 土屋斗紀雄 | -          | 池田はやと   | 前田実     | 18.7%  |
| 第19話 | 8月4日         | 忘れたい忘れない!? 二人の大事な思い出 | 水城ゆう   | 野寺三郎   | 宇井孝司     | 遊佐和重   | 17.2%  |
| 第20話 | 8月11日        | どーするの? 達也の優しさすれちがい!!  | 金春智子   | -          | 早川啓二     | 神村幸子   | 23.3%  |
| 第21話 | 8月18日        | それでもカッちゃんは南のために甲子園  | 柳川茂     | 野寺三郎   | 井上修       | 福山映二   | 18.6%  |
| 第22話 | 8月25日        | いよいよプレーボール! 和也VS寺島!     | 土屋斗紀雄 | -          | 坂田純一     | 島崎克美   | 24.0%  |
| 第23話 | 9月8日         | 南に届け! 出るか!? 恋の逆転タイムリー | 柳川茂     | -          | 池田はやと   | 前田実     | 20.7%  |
| 第24話 | 9月22日        | 甲子園まであと1つ南の夢もあと1つ!     | 土屋斗紀雄 | -          | 早川啓二     | 山本哲也   | 24.6%  |
| 第25話 | 9月29日        | 南の一番長い日! 早く来てカッちゃん!!  | 金春智子   | 芝山努     | 宇井孝司     | 遊佐和重   | 25.8%  |
| 第26話 | 10月6日        | 試合終了! 君がいなければ…             | 高星由美子 | 池田はやと | 井上修       | 福山映二   | 28.1%  |
| 第27話 | 10月13日       | 短かすぎた夏…カッちゃんにさよなら!    | 高星由美子 | 池田はやと | 鈴木卓夫     | 遊佐和重   | 31.1%  |

第2部
| 話数   | 放送日          | サブタイトル                          | 脚本       | コンテ       | 演出       | 作画監督   | 視聴率 |
| ------ | --------------- | ------------------------------------- | ---------- | ------------ | ---------- | ---------- | ------ |
| 第28話 | 1985年 10月20日 | 第2部開始 エースのいない野球部なんて… | 立花あずま | -            | 永丘昭典   | 前田実     | 28.8%  |
| 第29話 | 10月27日        | アレ? 優しいタッちゃんボクサー失格!?  | 柳川茂     | -            | 早川啓二   | 山本哲也   | 28.0%  |
| 第30話 | 11月3日         | 栄光の背番号1やってやれない訳はない   | 土屋斗紀雄 | -            | 坂田純一   | 河村佳江   | 25.4%  |
| 第31話 | 11月10日        | 剛腕達也! でもコントロールが課題です  | 金春智子   | 芝山努       | 井上修     | 福山映二   | 26.3%  |
| 第32話 | 11月17日        | 俺は和也の恋女房デモ気になるバカ兄貴  | 立花あずま | -            | 早川啓二   | 山本哲也   | 25.9%  |
| 第33話 | 11月24日        | 誕生新体操の星! 南はやっぱり天才!?    | 並木敏     | -            | 永丘昭典   | 前田実     | 27.6%  |
| 第34話 | 12月1日         | がんばれ達也! ハラハラドキドキ初登板  | 水城ゆう   | 池田はやと   | 水谷貴哉   | 小和田良博 | 30.6%  |
| 第35話 | 12月8日         | 何かと心配!? 近頃ウワサの南ちゃん!    | 柳川茂     | -            | 坂田純一   | 河村佳江   | 28.6%  |
| 第36話 | 12月15日        | 2人きり! 南と達也のアブナイ夜!?       | 土屋斗紀雄 | -            | 早川啓二   | 阿部司     | 31.4%  |
| 第37話 | 12月22日        | めざせ甲子園! ただいま野球部合宿中!!  | 石川良     | ときたひろこ | 井上修     | 福山映二   | 31.9%  |
| 第38話 | 12月29日        | 予選一回戦! 頭脳派タッちゃん登場!!    | 金春智子   | 池田はやと   | 宇井孝司   | 高倉佳彦   | 30.9%  |
| 第39話 | 1986年 1月5日   | 実力拝見! クールな新田とガッツ西村!!  | 水城ゆう   | -            | 水谷貴哉   | 松岡秀明   | 22.6%  |
| 第40話 | 1月12日         | 熱投2回戦! タッちゃんVSガッツ西村     | 並木敏     | -            | 永丘昭典   | 前田実     | 26.6%  |
| 第41話 | 1月19日         | 雨の延長11回! 2死満塁!! バッター西村  | 土屋斗紀雄 | -            | 早川啓二   | 阿部司     | 29.4%  |
| 第42話 | 1月26日         | もう一つの延長戦!? 南をめぐる四角関係 | 金春智子   | -            | 坂田純一   | 河村佳江   | 28.6%  |
| 第43話 | 2月2日          | 揺れるエース達也!! 新田と南が急接近!? | 柳川茂     | -            | 望月智充   | 後藤真砂子 | 30.2%  |
| 第44話 | 2月9日          | 由加の探偵物語! 南と達也はどこへ行く  | 並木敏     | 池田はやと   | 山崎友正   | 福山映二   | 27.3%  |
| 第45話 | 2月16日         | エースを狙え! 僕が上杉のライバルだ!!  | 土屋斗紀雄 | ときたひろこ | 鈴木卓夫   | 遊佐和重   | 27.7%  |
| 第46話 | 2月23日         | ライバル宣言! 上杉和也を越えてくれ!!  | 水城ゆう   | -            | 水谷貴哉   | 清水恵子   | 27.4%  |
| 第47話 | 3月2日          | 対決須見工! えッ!? ピッチャー吉田!!   | 金春智子   | -            | 坂田純一   | 河村佳江   | 29.0%  |
| 第48話 | 3月9日          | 遂に上杉登場! 新田、オレと勝負だ!!    | 並木敏     | -            | 石井文子   | 後藤真砂子 | 28.3%  |
| 第49話 | 3月16日         | ダメ兄貴返上! 甲子園が見えてきた!!    | 柳川茂     | 鈴木卓夫     | 井上修     | 福山映二   | 27.4%  |
| 第50話 | 3月23日         | 放課後デート!? 南と新田は危ない関係!! | 土屋斗紀雄 | 小華和ためお | 殿河内勝   | 棚橋正人   | 29.7%  |
| 第51話 | 3月30日         | 納得しない!? 南が達也に恋人宣言!!     | 水城ゆう   | 小林和彦     | 水谷貴哉   | 山内昇寿郎 | 31.8%  |
| 第52話 | 4月6日          | 恋の3元中継! ジャマ者はお前だ!!       | 金春智子   | -            | 坂田純一   | 河村佳江   | 26.6%  |
| 第53話 | 4月13日         | 達也の課外授業…思い過ごしも恋の内!    | 並木敏     | -            | 小林和彦   | 後藤真砂子 | 26.1%  |
| 第54話 | 4月20日         | 第2部完・いよいよ最後の甲子園だゾ!!   | 並木敏     | 鈴木卓夫     | 殿河内勝   | 棚橋正人   | 28.5%  |
| 第55話 | 4月27日         | 総集編I 思い出は美し過ぎて…           | 高星由美子 | -            | 池田はやと | 前田実     | 28.5%  |
| 第56話 | 5月4日          | 総集編II エースは誰にも渡さない!      | 高星由美子 | -            | 池田はやと | 前田実     | 29.1%  |

第3部
| 話数   | 放送日         | サブタイトル                                   | 脚本              | コンテ     | 演出       | 作画監督   | 視聴率 |
| ------ | -------------- | ---------------------------------------------- | ----------------- | ---------- | ---------- | ---------- | ------ |
| 第57話 | 1986年 5月11日 | 第3部開始・謎の新監督がやってくる!!            | 高星由美子        | -          | 水谷貴哉   | 清水恵子   | 23.9%  |
| 第58話 | 5月18日        | オレは柏葉! 甘ったれは許さない!!               | 金春智子          | -          | 坂田純一   | 河村佳江   | 26.3%  |
| 第59話 | 5月25日        | 嵐の明青野球部! 南が去ってまた一難             | 水城ゆう          | -          | 小林和彦   | 後藤真砂子 | 26.7%  |
| 第60話 | 6月1日         | 新マネージャー大苦戦! やっぱり南が一番         | 柳川茂            | 池田はやと | 山崎友正   | 福山映二   | 23.1%  |
| 第61話 | 6月8日         | オイ柏葉! 南を賭けて勝負だ!!                   | 高星由美子        | -          | 水谷貴哉   | 清水恵子   | 22.4%  |
| 第62話 | 6月15日        | セピア色の2人! 南と新田の海岸物語              | 金春智子          | 芝山努     | 箕ノ口克己 | 金子勲     | 21.9%  |
| 第63話 | 6月22日        | サングラスの奥の秘密! 柏葉は何者?              | 水城ゆう          | -          | 永丘昭典   | 窪秀己     | 24.6%  |
| 第64話 | 6月29日        | 仁義なき練習試合! 鬼監督のお手並拝見           | 土屋斗紀雄        | -          | 坂田純一   | 河村佳江   | 29.2%  |
| 第65話 | 7月6日         | ガンバレ南! ギブ・アップは似合わない!          | 並木敏            | -          | 小林和彦   | 後藤真砂子 | 23.3%  |
| 第66話 | 7月13日        | 南が生徒会長? アイドルは何かと大変!            | 並木敏            | 殿河内勝   | 山崎友正   | 福山映二   | 24.4%  |
| 第67話 | 7月20日        | ムムッ見えてきたぞ! 柏葉監督の正体!!           | 萩田寛子          | -          | 水谷貴哉   | 清水恵子   | 24.3%  |
| 第68話 | 7月27日        | ストップ・ザ・達也! 由加のむりやりデート作戦!! | 水城ゆう          | -          | 池田はやと | 江口摩吏介 | 23.1%  |
| 第69話 | 8月3日         | 夢は甲子園! 退部届はあわてずに!!               | 高星由美子        | 小鹿英吉   | 吉田健次郎 | 金子勲     | 20.0%  |
| 第70話 | 8月17日        | 夏まじか! どこまで続く落ちこぼれ騒動           | 柳川茂            | -          | 永丘昭典   | 鈴木大司   | 23.3%  |
| 第71話 | 8月24日        | 夏合宿突入! 鬼監督が待っている!!               | 萩田寛子          | -          | 坂田純一   | 河村佳江   | 20.8%  |
| 第72話 | 8月31日        | 鬼より恐い? お嬢様由加の合宿料理!!             | 水城ゆう          | 池田はやと | 山崎友正   | 福山映二   | 26.6%  |
| 第73話 | 9月7日         | 包丁人由加! グルメの道は険しく遠い!!           | 柳川茂            | -          | 水谷貴哉   | 清水恵子   | 23.1%  |
| 第74話 | 9月14日        | 遂にきた! 南と由加のクッキング大戦争           | 萩田寛子          | -          | 鈴木卓夫   | 江口摩吏介 | 22.2%  |
| 第75話 | 9月21日        | お料理騒動完結!? 隠し味は南のスパイス          | 島田満            | -          | 小林和彦   | 後藤真砂子 | 26.3%  |
| 第76話 | 9月28日        | 気にして新体操! 南は達也を待っている!?         | 水城ゆう          | 天海ひろし | 岡田聡     | 金子勲     | 23.4%  |
| 第77話 | 10月5日        | 予選組み合わせ決定! いよいよ夏本番!!           | 萩田寛子          | -          | 永丘昭典   | 鈴木大司   | 27.0%  |
| 第78話 | 10月12日       | 総集編I・浅倉南18才! ただいま青春進行形!!      |                   | -          | 永丘昭典   | 前田実     | 24.8%  |
| 第79話 | 10月19日       | 総集編II・ファイト明青!! 柏葉なんか怖くない    | 古川雅士 鈴木卓夫 | -          | 24.4%      | 前田実     |        |

第4部
| 話数    | 放送日        | サブタイトル                                    | 脚本              | コンテ     | 演出       | 作画監督   | 視聴率 |
| ------- | ------------- | ----------------------------------------------- | ----------------- | ---------- | ---------- | ---------- | ------ |
| 第80話  | 10月26日      | 本日予選一回戦! やる気だけは負けないぜ!!        | 萩田寛子          | -          | 阿部司     | 清水恵子   | 27.8%  |
| 第81話  | 11月2日       | とんでもない一回戦! 本当の敵は柏葉!?            | 水城ゆう          | 坂田純一   | 小柴純弥   | 河村佳江   | 22.7%  |
| 第82話  | 11月9日       | 見えたぞ! 柏葉兄弟のふか〜い謎                  | 島田満            | 池田はやと | 山崎友正   | 福山映二   | 29.5%  |
| 第83話  | 11月16日      | どうする達也二回戦! 孝太郎大ピンチ!!            | 島田満            | -          | 阿部司     | 清水恵子   | 26.8%  |
| 第84話  | 11月23日      | 由加チャン危機一髪!! 押しかけデートもほどほどに | 水城ゆう          | -          | 小林和彦   | 後藤真砂子 | 24.1%  |
| 第85話  | 11月30日      | 執念の対決?! 今頃あいつがカムバック!            | 萩田寛子          | 池田はやと | 殿河内勝   | 渡辺はじめ | 26.2%  |
| 第86話  | 12月7日       | 負けてたまるか三回戦! エースの力を見せてやる!   | 立花あずま        | 池田はやと | 山崎友正   | 福山映二   | 30.1%  |
| 第87話  | 12月14日      | 意外!? 柏葉ロマンス! 南に似ている恋心           | 水城ゆう          | -          | 坂田純一   | 河村佳江   | 28.2%  |
| 第88話  | 12月21日      | 復讐じゃない!? NOサインで4回戦!!                | 萩田寛子          | -          | 棚橋一徳   | 木場田実   | 24.5%  |
| 第89話  | 12月28日      | 達也はエース? 背中に感じるプレッシャー!?        | 清水東            | -          | 水谷貴哉   | 山内昇寿郎 | 26.2%  |
| 第90話  | 1987年 1月4日 | 準々決勝! 明青VSピッチャーが3人!?               | 清水東            | 池田はやと | 高柳哲司   | 渡辺はじめ | 23.5%  |
| 第91話  | 1月11日       | 番狂わせ!? まだまだ勝負は判らない!              | 島田満            | 池田はやと | 山崎友正   | 福山映二   | 28.3%  |
| 第92話  | 1月18日       | せつないイメージ重なるネ! 達也は南の予想以上!   | 金春智子          | -          | 坂田純一   | 河村佳江   | 27.5%  |
| 第93話  | 1月25日       | 出た!? 監督命令! 心に傷持つ柏葉采配!            | 萩田寛子          | -          | 棚橋一徳   | 柴田和子   | 26.8%  |
| 第94話  | 2月1日        | 準決勝真最中! なるかタッちゃん大記録!           | 水城ゆう          | -          | 水谷貴哉   | 山内昇寿郎 | 29.0%  |
| 第95話  | 2月8日        | 祝決勝進出! 運命は柏葉の手の中に!               | 萩田寛子          | 池田はやと | 高柳哲司   | 渡辺はじめ | 29.2%  |
| 第96話  | 2月15日       | あと1つで甲子園! 叶えたい! 和也の約束           | 島田満            | -          | 本郷みつる | 後藤真砂子 | 28.8%  |
| 第97話  | 2月22日       | GOGO明青! 勝利に向かってプレーボール!           | 金春智子          | -          | 水谷貴哉   | 山内昇寿郎 | 29.9%  |
| 第98話  | 3月1日        | 誰のための決勝戦!? 本当の達也を見せて!          | 清水東            | -          | 坂田純一   | 河村佳江   | 26.6%  |
| 第99話  | 3月8日        | もう後が無い!? 出るか! 柏葉サイン!              | 萩田寛子          | 棚橋一徳   | 高本宣弘   | 山本哲也   | 28.3%  |
| 第100話 | 3月15日       | 勝つぞ明青! 甲子園は俺たちを待っている!         | 金春智子          | 池田はやと | 高柳哲司   | 渡辺はじめ | 29.4%  |
| 第101話 | 3月22日       | 新しいスタートライン・上杉達也は浅倉南を…       | 高星由美子 並木敏 | 池田はやと | 山崎友正   | 福山映二   | 30.8%  |

### 放送局
※放送系列は放送当時、放送日時は1987年2月中旬 - 3月上旬時点のものとする。
| 放送地域       | 放送局         | 放送日時           | 放送系列                                     | 備考                    |
| -------------- | -------------- | ------------------ | -------------------------------------------- | ----------------------- |
| 関東広域圏     | フジテレビ     | 日曜 19:00 - 19:30 | フジテレビ系列                               | 製作局                  |
| 北海道         | 北海道文化放送 | 日曜 19:00 - 19:30 | フジテレビ系列                               |                         |
| 宮城県         | 仙台放送       | 日曜 19:00 - 19:30 | フジテレビ系列                               |                         |
| 秋田県         | 秋田テレビ     | 日曜 19:00 - 19:30 | フジテレビ系列 テレビ朝日系列                |                         |
| 福島県         | 福島テレビ     | 日曜 19:00 - 19:30 | フジテレビ系列                               |                         |
| 新潟県         | 新潟総合テレビ | 日曜 19:00 - 19:30 | フジテレビ系列                               | 現・NST新潟総合テレビ。 |
| 長野県         | 長野放送       | 日曜 19:00 - 19:30 | フジテレビ系列                               |                         |
| 静岡県         | テレビ静岡     | 日曜 19:00 - 19:30 | フジテレビ系列                               |                         |
| 富山県         | 富山テレビ     | 日曜 19:00 - 19:30 | フジテレビ系列                               |                         |
| 石川県         | 石川テレビ     | 日曜 19:00 - 19:30 | フジテレビ系列                               |                         |
| 福井県         | 福井テレビ     | 日曜 19:00 - 19:30 | フジテレビ系列                               |                         |
| 中京広域圏     | 東海テレビ     | 日曜 19:00 - 19:30 | フジテレビ系列                               |                         |
| 近畿広域圏     | 関西テレビ     | 日曜 19:00 - 19:30 | フジテレビ系列                               |                         |
| 島根県・鳥取県 | 山陰中央テレビ | 日曜 19:00 - 19:30 | フジテレビ系列                               |                         |
| 岡山県・香川県 | 岡山放送       | 日曜 19:00 - 19:30 | フジテレビ系列                               |                         |
| 広島県         | テレビ新広島   | 日曜 19:00 - 19:30 | フジテレビ系列                               |                         |
| 愛媛県         | 愛媛放送       | 日曜 19:00 - 19:30 | フジテレビ系列                               | 現・テレビ愛媛。        |
| 福岡県         | テレビ西日本   | 日曜 19:00 - 19:30 | フジテレビ系列                               |                         |
| 佐賀県         | サガテレビ     | 日曜 19:00 - 19:30 | フジテレビ系列                               |                         |
| 熊本県         | テレビ熊本     | 日曜 19:00 - 19:30 | フジテレビ系列 テレビ朝日系列                |                         |
| 沖縄県         | 沖縄テレビ     | 日曜 19:00 - 19:30 | フジテレビ系列                               |                         |
| 青森県         | 青森テレビ     | 水曜 16:30 - 17:00 | TBS系列                                      |                         |
| 岩手県         | テレビ岩手     | 日曜 7:15 - 7:45   | 日本テレビ系列                               |                         |
| 山形県         | 山形テレビ     | 月曜 19:00 - 19:30 | フジテレビ系列                               |                         |
| 山梨県         | 山梨放送       | 木曜 17:30 - 18:00 | 日本テレビ系列                               |                         |
| 山口県         | 山口放送       | 月曜 17:15 - 17:45 | 日本テレビ系列 テレビ朝日系列                |                         |
| 徳島県         | 四国放送       | 月曜 19:00 - 19:30 | 日本テレビ系列                               |                         |
| 高知県         | テレビ高知     | 日曜 8:00 - 8:30   | TBS系列                                      |                         |
| 長崎県         | テレビ長崎     | 木曜 16:30 - 17:00 | フジテレビ系列 日本テレビ系列                |                         |
| 大分県         | テレビ大分     | 水曜 16:30 - 17:00 | 日本テレビ系列 フジテレビ系列 テレビ朝日系列 |                         |
| 宮崎県         | テレビ宮崎     | 月曜 16:30 - 17:00 | 日本テレビ系列 フジテレビ系列 テレビ朝日系列 |                         |
| 鹿児島県       | 鹿児島テレビ   | 火曜 16:30 - 17:00 | 日本テレビ系列 フジテレビ系列                |                         |

### 再放送
本放送終了後、フジテレビが再放送権を喪失してからは、様々な局で再放送が行われている。
地上波キー局では日本テレビにて1990年代中盤から2000年代中盤にかけて再放送が度々行われた。
日本テレビにおける再放送の時間帯は午前枠と午後枠に行った事例がある。1998年ではスペシャル（新作）放送の関係から夏休み期間からスペシャル本放送前の12月上旬まで、16時台の再放送帯枠（月曜 - 木曜）で集中的に放送された。1996年前後と2002年から2005年までは、夏休み期間の40日内で平日の午前中（多くの場合10:25 - 11:20まで）に放送。最初の期間が1部と2部、翌年の夏休みが3部と4部。これを繰り返していた（これは作品のテーマでもある夏の高校野球の期間と同じである）。これらの枠で再放送される際は後番組がフライングスタートの『ニュースプラス1』あるいは『NNNニュースダッシュ』前のミニ番組枠がある関係で、番組時間を短縮する必要があった。オープニング曲は独自に短く編集し、映像はオリジナル（ノンテロップ）で原作・監督など最低限のクレジットタイトル（製作者（フジテレビ・東宝）も省略）を新たに作成したスーパーインポーズに載せたものとなっており、エンディングは放送されない形態が多かった。2006年以降、日本テレビで再放送は行われていない。
NHK BS2では「夏休みアニメスペシャル」の枠で劇場版3部作が2006年7月23日〜25日に放送された。
本放送を行ったフジテレビでは1987年に再放送が行われた。また、系列局で放送されたところもある。フジテレビ系列のテレビ静岡では平日の17:25 - 17:55または16:55 - 17:24で再放送が行われていたことがある。系列外の独立局で放送されたケースもあり、2010年11月16日及び2014年4月7日よりTOKYO MXで再放送を行っている。後にtvkでも2022年2月20日の22:30から再放送された。
CSではキッズステーションがテレビアニメ版と劇場版アニメ版の放映権を取得して、1999年頃より断続的に再放送を行っていた。
2012年10月5日からはTwellVにて、毎週金曜20:30 - 21:00の時間帯で再放送が開始され、2013年4月6日からは20:00 - 21:00に放送枠が拡大された。
2021年にはCSテレ朝チャンネルでも再放送された。

### 映像ソフト
劇場版公開終了後（1980年代後半）に、小学館を発売元・東宝を販売元とした劇場版VHSソフトと、3作品を収録したLD-BOX『タッチ 劇場版』が発売。
1990年代にキティエンタープライズを販売元としたテレビアニメ全話収録のLD-BOX「TVシリーズ レーザーディスクコレクション」が発売。1995年以降キティエンタープライズはポリグラム傘下入りしたため（後のキティMME→ユニバーサルシグマ）、ポリドール映像販売会社による通信販売が行われていた。2004年11月26日に全話収録のDVD-BOXが東宝から発売。
- 「実写版 タッチ」の公開を記念し、2005年8月26日に劇場版3作品を収録したDVD-BOXと単巻DVDが発売された。2006年2月24日 - 3月24日に単巻DVDが発売。全17巻。

『タッチ Miss Lonely Yesterday あれから君は』のVHSソフトとLDソフトが2000年6月に発売（発売元：小学館、販売元：東宝）、DVDが2001年2月21日発売（発売元：小学館、販売元：バップ）。『タッチ CROSS ROAD〜風のゆくえ〜』のDVDが2001年5月21日発売（発売・販売は上記DVD版と同じ）。2006年3月24日に上記2作品を同時収録したDVDがバップから発売。また、同日より上記単巻DVDをマスターとしたレンタルDVDの供給をバップから開始。

## 劇場アニメ
劇場版はテレビアニメ版のスタッフとキャストによるものであるが、概ね原作に忠実だったテレビアニメに対して、オリジナル要素を大幅に織り交ぜて再構成されている。製作は、東宝、フジテレビ、グループ・タック、旭通信社など。東宝系で公開。
第1作である『背番号のないエース』は、2年後に公開された劇場アニメ『きまぐれオレンジ☆ロード あの日にかえりたい』（望月智充監督）において、作中で登場人物が鑑賞する映画作品として、一部が二次使用されている。

### タッチ 背番号のないエース
1986年4月12日公開。同時上映は『テイク・イット・イージー』（吉川晃司主演・大森一樹監督）。配給収入は9億円。物語冒頭から高校1年時の夏の甲子園予選決勝までの映画化。予選決勝当日に交通事故にあった和也に代わって達也がマウンドに上がる。部員達は和也ではないことに気づきつつも勝負の行方を見守る、といったオリジナルストーリーが展開される。予告編では「誰も知らないラストシーンが待っている」といったキャッチコピーが掲示され、話題となった。
スタッフ
- 原作 - あだち充
- 監督 - 杉井ギサブロー
- アニメーション監督 - 前田庸生
- 脚本 - 原田遊人[注 9]、並木敏、杉井ギサブロー
- 作画監督 - 前田実、遊佐和重
- 絵コンテ - 永丘昭典、池田はやと
- 美術 - 金村勝義
- 編集 - 古川雅士
- 音楽 - 芹澤廣明
- 音響監督 - 藤山房延
- プロデューサー - 藤原正道、岡正、片岡義朗
- 制作プロデューサー - 対木重次
- アニメーション制作 - グループ・タック
- 製作 - 東宝株式会社、フジテレビジョン、旭通信社

主題歌
- 「背番号のないエース」（オープニング）歌 - ラフ&レディ
- 「ガラスの青春（ティーンネイジ）」（エンディング）歌 - ラフ&レディ

挿入歌
- 「スノー・イン・サマー」歌 - 芹澤廣明
- 「Dreamin' Kids」歌 - 日高のり子
- 「OH!! POPSTAR」歌 - チェッカーズ

### タッチ2 さよならの贈り物
1986年12月13日公開。同時上映は『恋する女たち』（斉藤由貴主演・大森一樹監督）。和也の死後から高校2年夏の甲子園予選までのストーリーで、原作の内容から大幅に変更されている。新田との出会いをきっかけに野球を続ける決意をした達也が、翌夏の予選決勝で新田の須見工と対戦。和也のコピーに徹する達也に対し、達也本人との勝負を望む新田は興味を示さず、9回裏最後の対決を迎える、といった内容。
スタッフ
- 原作 - あだち充
- 総監督 - 杉井ギサブロー
- 監督 - はしもとなおと
- アニメーション監督 - 前田庸生
- 脚本 - 金春智子
- 作画監督 - 江口摩吏介
- 画面構成 - 前田実
- 絵コンテ - 小林治
- 美術 - 金村勝義
- 撮影監督 - 杉村重郎
- 編集 - 古川雅士
- 音楽 - 芹澤廣明
- 音響監督 - 藤山房延
- プロデューサー - 藤原正道、岡正、片岡義朗
- 制作プロデューサー - 対木重次
- アニメーション制作 - グループ・タック
- 製作 - 東宝株式会社、フジテレビジョン、旭通信社、小学館、オービー企画

主題歌
- 「さよならの贈り物」（オープニング）歌 - ブレッド&バター
- 「岸辺のフォトグラフ」（エンディング）歌 - ブレッド&バター

挿入歌
- 「哀しみのカレリア」歌 - 芹澤廣明

南が新体操をしているときに流れるピアノ伴奏曲は、THE ALFEEの「Sweat and Tears」

### タッチ3 君が通り過ぎたあとに -DON'T PASS ME BY-
1987年4月11日公開。同時上映は『いとしのエリー』（国生さゆり・前田耕陽主演、佐藤雅道監督）。西尾監督の入院により柏葉英二郎を代理監督に迎えた達也らが、高校3年最後の甲子園予選に挑むストーリー。映画第2作において達也の精神的葛藤をすでに描いたため、本作は柏葉を中心とした構成となっている。また新田の妹・新田由加が登場しない。
スタッフ
- 原作 - あだち充
- 総監督 - 杉井ギサブロー
- 監督 - 永丘昭典
- アニメーション監督 - 前田庸生
- 協力監督 - はしもとなおと
- 脚本 - 高星由美子、杉井ギサブロー
- 作画監督 - 江口摩吏介
- 画面構成 - 前田実
- 絵コンテ - 芝山努、前田康成、水谷貴哉、鈴木卓夫
- 美術 - 金村勝義
- 撮影監督 - 杉村重郎
- 編集 - 古川雅士
- 音楽 - 芹澤廣明
- 音響監督 - 藤山房延
- プロデューサー - 藤原正道、岡正、片岡義朗
- 制作プロデューサー - 対木重次
- アニメーション制作 - グループ・タック
- 製作 - 東宝株式会社、フジテレビジョン、旭通信社、小学館、オービー企画

主題歌
- 「君が通り過ぎたあとに -Don't Pass Me By-」（オープニング）歌 - THE ALFEE
- 「FOR THE BRAND-NEW DREAM」（エンディング）歌 - THE ALFEE

挿入歌
- 「18番目のサマーホリデー」歌 - 芹澤廣明

※挿入曲はいずれも「アニメーション タッチ オリジナル全曲集」に収録。

## テレビスペシャル
テレビスペシャルは、1998年に『タッチ Miss Lonely Yesterday あれから君は…』、2001年に『タッチ CROSS ROAD〜風のゆくえ〜』を日本テレビ系列の『金曜ロードショー』枠で放送した。原作にないオリジナルの続編で、前者は大学に進学した達也と南を主軸とした物語。後者は「和也を知らない世界」での達也自身としての野球を目指して渡米し、独立系マイナーリーグチームで投げる達也を主軸とした物語である。制作は日本テレビ、東宝、小学館、バップ、グループ・タックによるもので、2005年公開の実写映画版の制作委員会にもフジテレビではなく日本テレビが参画している。
原作、連続TVアニメ共に甲子園での描写は省かれたが、『タッチ Miss Lonely Yesterday あれから君は…』では決勝相手の尾知商業を3-2で破り優勝する場面が描かれる。このとき達也は151km/hを投げ、その後ドラフトを断り大学に進学する。南もインターハイ新体操で個人総合優勝を果たしている。
なおこれらアニメ版独自の続編に関して、あだち充はアニメスタッフからの要望を受けて制作の許可を出したが、“ノー・タッチ”である。

### タッチ Miss Lonely Yesterday あれから君は…
1998年12月11日放送。原作から3年後、大学生となった達也と南を描いたストーリーで、達也の受験失敗により別々の大学に通い、高校3年夏の告白後も恋人にもなり切れない微妙な関係が続いていた。野球をやめた達也、新体操で忙しい南の間に大学生の水野香織（アニメオリジナルキャラ）が割って入り、さらに大学野球で活躍する新田も加わった四角関係となる、といった内容。
スタッフ
- 原案 - あだち充
- 総監督・絵コンテ - 杉井ギサブロー
- 監督・絵コンテ - 永丘昭典
- 助監督 - 木村隆一
- 脚本 - 金春智子
- 作画監督 - 前田実
- 美術監督 - 金村勝義
- 撮影監督 - 渡辺英俊
- 編集 - 古川雅士
- 音楽 - 芹澤廣明
- 音響監督 - 藤山房伸
- プロデューサー - 山下洋、藤原正道、植田文郎、大島満、対木重次
- アニメーション制作 - グループ・タック
- 製作 - 日本テレビ放送網、東宝株式会社、小学館、バップ、グループ・タック

主題歌
- 「タッチ（フライデーナイト・バージョン）」歌 - 沢井なつ美 & Quick-Times
- 「Hi Hi High」歌 - 熊谷幸子

挿入歌
- 「あれから、君は…」歌 - 芹澤廣明
- 「Song For You」歌 - 熊谷幸子

### タッチ CROSS ROAD〜風のゆくえ〜
2001年2月9日放送。前作から一転してふたたび野球を始めることを決意した達也がアメリカに渡り、マイナーリーグの「エメラルズ」に入団。ブランクを感じさせない投球を見せる。一方の南は日本でスポーツカメラマンの助手を務めるなど、ふたりは遠距離恋愛を続ける、といった内容。
スタッフ
- 原案 - あだち充
- 総監督 - 杉井ギサブロー
- 監督 - 永丘昭典
- 監督助手 - 雄谷将仁、小林智樹、志村宏明
- 脚本 - 金春智子、杉井ギサブロー
- 総作画監督 - 前田実
- 作画監督 - 江口摩吏介、高田晴仁、田村一彦、阿部航
- 絵コンテ - 永丘昭典、杉井ギサブロー、小林治
- 総美術監督 - 金村勝義
- 美術監督 - 井置敦
- 撮影監督 - 舘信一郎
- 編集 - 古川雅士
- 音楽 - 芹澤廣明
- 音響監督 - 藤山房伸
- プロデューサー - 山下洋、斎春雄、植田文郎、大島満、対木重次
- アニメーション制作 - グループ・タック
- 製作 - 日本テレビ放送網、東宝株式会社、小学館、バップ、グループ・タック

主題歌
- 「風のゆくえ」歌 - 坂本サトル

挿入歌
- 「青い扉」歌 - 坂本サトル
- 「青春」歌 - 佐伯日菜子
- 「タッチ」歌 - 芹澤廣明

## 実写ドラマ
フジテレビ系列の「月曜ドラマランド」（毎週月曜日19:30 - 20:54、JST）で1987年6月1日に放送された。
南役は1986年に開催されたミス南コンテストグランプリの浅倉亜季。達也と和也は男闘呼組の岡本健一が一人二役で演じた。プロデューサーは岡正、音楽は芹澤廣明がアニメと共通だった。
アニメ版エンディングテーマ「君をとばした午後」が劇中歌で流れている。EDテーマをおニャン子クラブが歌っている（月曜ドラマランド枠で放送していたため）。
キャスト
- 上杉達也 / 上杉和也 - 岡本健一
- 浅倉南 - 浅倉亜季
- 芹沢直美
- 水沢絵里
- 清水章吾
- 生田悦子
- 五月みどり
- 小沢和義
- 筧利夫
- レオナルド熊
- 清川元夢
- 大高洋夫
- 宇治正高
- 木暮毅
- 中村晴美
- 佐久間哲
- 浅野豪孝
- 工藤陽一
- 石谷泰一
- 山本恵美子
- 桑名優香
- 瀬崎友美
- 小須田康人
- 中西一雅
- 羽根田陽一
- 新名裕
- 森奈津子
- 伏見哲
- 城谷光俊
- 山崎功順
- 清水貴美
- 平辻朝子

スタッフ
- 脚本 - 胡桃哲
- 演出 - 植木善晴
- 企画 - 岡正
- 企画プロデューサー - 宇佐美廉
- プロデューサー - 宅間秋史、高橋勝
- 制作協力 - オービー企画、ジャニーズ事務所、ACT、フジテレビ美術センター
- 制作 - フジテレビ、アズバーズ

## 実写映画
2005年に東宝系で公開。主演は長澤まさみ。達也と和也の役を双子の斉藤祥太・慶太兄弟が演じている。原作をベースにしたオリジナルストーリーとなっている。
キャスト
- 浅倉南 - 長澤まさみ（少女時：奈良瞳・矢吹奈子[注 10][78]）
- 上杉達也 - 斉藤祥太（少年時：渋谷龍生）
- 上杉和也 - 斉藤慶太（少年時：渋谷樹生）
- 原田正平 - RIKIYA
- 松平孝太郎 - 平塚真介
- 黒木武 - 上原風馬
- 日向小百合[79] - 安藤希
- 新田明男 - 福士誠治
- 上杉晴子 - 風吹ジュン
- 矢部ソノコ[79] - 若槻千夏
- 岡本先生[79] - 徳井優
- 部長先生 - 山崎一
- 体育教師[79] - 高杉亘
- ボクシング部監督[79] - 渡辺哲
- ボクシング選手[79] - 内山高志
- 浅倉しのぶ - 生田智子
- 津川英二[79] - 本田博太郎
- 上杉信悟 - 小日向文世
- 浅倉俊夫 - 宅麻伸
- 草野球チーム（茨城ゴールデンゴールズ）監督・欽ちゃん[79] - 萩本欽一

スタッフ
- 監督 - 犬童一心
- 製作 - 本間英行
- プロデューサー - 山中和成
- 原作 - あだち充『タッチ』（小学館／少年サンデーコミックス刊）
- 脚本 - 山室有紀子
- 撮影 - 蔦井孝洋
- 視覚効果プロデュース - 小川利弘
- 美術 - 小川富美夫
- 編集 - 普嶋信一
- 音楽 - 松谷卓
- 照明 - 疋田ヨシタケ
- 録音 - 矢野正人
- VFXスーパーバイザー - 坂美佐子、荒木史生
- VFXディレクター - 太田垣香織
- 助監督 - 熊澤誓人、兼重淳
- アシスタントプロデューサー - 遠藤学
- 製作統括 - 島谷能成、亀井修、奥野敏聡、平井文宏
- 製作プロダクション - 東宝映画

「タッチ」制作委員会
- 小学館
- 日テレ
- 東宝
- オー・エル・エム

テーマ曲
- 主題歌 - 「歓びの種」歌 - YUKI
- 挿入歌 - 「タッチ」歌 - ユンナ
- 挿入歌 - 「夢の続き」歌 - ユンナ

主なロケ地
- 群馬県高崎市・群馬県立高崎東高等学校
- 埼玉県さいたま市・埼玉県営大宮公園野球場

長澤まさみの出身地（静岡県磐田市）をバスの運行エリアとする遠州鉄道が、ICカード「ナイスパス」利用者を対象に、当映画の試写会に抽選で招待するキャンペーンを行った。浜松市のTOHOシネマズでは「ナイスパス」提示による当映画の料金割引も実施した。

## 小説
実写版映画の公開に合わせ2005年に 『タッチ もうひとつのラストシーン』として発売。執筆は青木ひかるが担当したが、あだち充のアドバイスを得たものとなっている。甲子園での優勝から20年後、とある弱小野球部の監督となった松平孝太郎の視点で、過去の思い出などが描かれる。

## ゲーム
テレビアニメと映画を制作した東宝より、ゲーム化作品が発売された。ただしいずれも野球ゲームではない。
タッチ　
パソコンPC-8801/SR向けのアドベンチャーゲーム。1987年1月に発売。
CITY ADVENTURE タッチ MYSTERY OF TRIANGLE（シティ・アドベンチャー タッチ ミステリー・オブ・トライアングル）
ファミリーコンピュータ向けのアクションゲーム。1987年3月14日発売。
異次元空間に落ちた愛犬パンチの10匹の子供たちを助けるために、上杉達也・和也の双子と幼馴染のヒロイン浅倉南の3人が異次元に向かい、パンチで攻撃したり野球のボールなどを投げて異次元の敵と戦うという設定。野球についてはボールを投げる点ぐらいであり、原作の世界観とは大きく異なるゲーム内容となっている。
攻撃力0の浅倉南を引き連れながら、無駄に多くて強い敵を倒しながら広いフィールドを歩き回るゲーム内容であり、難易度は高い。
『ファミリーコンピュータMagazine』別冊「大技林」の「ウル技」において、ゲームをクリア同然の状態から始められるパスワードが紹介されたが、原作およびファンを馬鹿にしたような非常に下品なパスワードであった。しかし、このソフトはパスワードのチェックが緩いためにかなりでたらめな文字列でも通ってしまうということがソフトの処理を解析した結果わかっており、実際は特定のパスワードを1文字づつチェックするような処理は行っておらず、製作者が元からこのパスワードを仕込んでいたわけではない。また、これにあだちが激怒し、原作をゲーム化することが二度とできなくなったため、タッチのゲームは本作以降出ていないという都市伝説が存在するが、このゲームが発売された後もあだち原作のゲームは発売されており、事実に反する。

## ミュージカル
子供向けに翻案したミュージカル「バャリースMUSICAL タッチ」（主催：フジテレビジョン・関西テレビ、後援︰少年サンデー、協賛：アサヒビール、制作：イマジン）が1987年3月から4月にかけて関東と関西で上演された。坂上忍（上杉達也・和也）、工藤夕貴（浅倉南）、林家こぶ平（現・九代目林家正蔵）（松平孝太郎）、柄沢次郎（新田明男）、岡本舞子（新田由加）、近藤洋介（柏葉英二郎）出演。脚本：剣持亘、田波靖男、演出︰佐藤浩史、振付：坂上道之介、音楽：芹澤廣明、プロデュース︰山田比古三。ストーリーは原作に準拠していたが、オリジナルの歌が入るため、原作の雰囲気とは大きく異なる。
1988年5月1日から7日にかけて中野サンプラザで「イマジンミュージカル タッチ」が再演された。浅倉南役は月曜ドラマランド版でも演じた浅倉亜季。上杉達也・和也役は坂上忍、山本陽一のWキャスト。制作は同じくイマジン。

## ラジオ
『オールナイトニッポン』の特別番組として、浅倉南のオールナイトニッポン（あさくらみなみ-）が放送された。パーソナリティーは浅倉南役の日髙のり子。放送時間は2004年9月30日未明（29日深夜） 水曜1部　1:00 - 3:00。タッチのアニメ20周年とアニメ版DVD-BOX発売を記念して放送され、日高以外にも上杉達也役の三ツ矢雄二や上杉和也役の難波圭一も登場。浅倉南としてのトークはオープニングのみで以降は名乗ってはいないものの、「私のもどかしい純愛」と題してメールを募集したほか、日高自身の当時の裏話等のトークを行った。また、日高にとってオールナイトニッポンの担当は『笑福亭鶴光のオールナイトニッポン』以来となった。

## 評価

### 総合的評価
漫画コラムニストの夏目房之介は1991年に刊行された『消えた魔球 熱血スポーツ漫画はいかにして燃えつきたか』で本作について、「基本的には三角関係の重層によって成り立つメロドラマであるが、それと野球漫画の合体によりこの時期の漫画の代表作とたり得ている」「弟が南に果たした約束（甲子園出場）を兄が果たすという、三角関係への野球のからめ方がうまい」とし、当時のラブコメものにありがちだった「軟弱御都合主義」（だらしのない主人公と、美人で頭もよくて優しいヒロインとの相思相愛ドラマ）とは一線を画していたと評している。
1998年に宝島社より刊行された『いきなり最終回 あの傑作が終わる…』ではヒットの理由について「ポスト・スポ根時代の新しい人生観が示されていた」点を挙げ、本作の登場により「マンガは新しい時代に突入したのだと言える」と評した。同誌の中で、編集者の斎藤宣彦は「和也の交通事故」「高3夏の予選決勝、優勝の瞬間」「最終回とその1回前の間にあるはずの甲子園の野球シーン」など重要な場面が一切描かれない、この「はぐらかし」こそが、あだちの真骨頂と評している。
2006年に小学館より刊行された『現代漫画博物館1945-2005』は、「高校野球が背景に選ばれているが、好きな女の子のためにがんばる兄弟と美少女との淡くせつないラブコメに特化している点で、それまでのスポーツ漫画とはまったく趣を異にして、読者から絶大な人気を博した」と評している。
京都国際マンガミュージアムの吉村和真は、「高校野球が舞台だが、従来のスポ根マンガとは異なる新境地を開いた。甲子園への道のりと、恋愛や友情を等価に扱うことで、男女の枠を越えた幅広い支持を得た。また、あだち充独特のテンポのよい笑いや登湯人物たちの恩盧深いセリフも、感動の奥行きを広げている」と評している。
漫画評論家の中田健太郎は本作を「弟・和也の遺志をついで甲子園を目指す兄・達也が、弟の死を乗り越えて自己実現を果たす物語であり、また和也とのおわらない三角関係をひきうけた達也と南が、それでも恋のスタートラインにたつまでを描いたラブコメの名作である」と評している。

### 野球漫画としての評価
本作の最終話で、達也がライバルの新田に向けた「新しいステージでの再戦の誘いをやんわりと拒否」する台詞について、夏目は前掲書の中で「この一言で熱血スポーツ少年マンガはコケたわけです」と評している。夏目の評価について、編集者の斎藤宣彦は従来型の「熱血の終焉」、マンガ研究家の岩下朋世は「熱血スポ根にとどめをさした」、ポピュラー文化を研究する西原麻里は「スポ根の終焉」と解釈している。
1996年に宝島社から出版された『70年代マンガ大百科 こんな名作・快作・珍作があったのか!』では、本作が「主人公が弟の遺志を継ぐ宿命的展開」「ライバルとの対決」といった従来型の熱血ものの要素をしっかりと押さえつつも、「命がけで真実を追求」「男を磨く」といった求道者的な価値観は一切描かれなかったと指摘。最終話の台詞をもって「熱血は死んだ」と評している。
漫画評論家の米澤嘉博は本作の最終話について、達也が野球での自己実現よりもヒロインとの終わりのない日常を選んだものと解釈し、「このマンガの登場によって、野球マンガは終わったと結論づけられるかもしれない」と評している。ただし「一生懸命さに距離を置くことで、自分なりの生き方を全うしようとしていた」段階はともかく、作品終盤の須見工戦での展開については「ただひたすら野球をする少年のひたむきさがもたらすものであり、従来の野球ドラマの味わわせてくれたそれだったような気がする」と評している。米澤は、達也のひょうひょうとした態度の裏に隠れた熱血少年としての一面についても指摘している。
タレントの伊集院光は『球漫 - 野球漫画シャベリたおし!』の中で、達也が和也の遺志を継ぐ展開について、「弟の遺志っていうのは、野球に関してもあるんだろうけど、大部分は南ちゃんへの恋心なのね。だから兄貴が悩んでいるのもそのことだし、野球でモヤモヤを忘れようとしている」と評している。そのため伊集院は本作を「球漫」ではなく、「童貞漫画」「DT漫」の最高峰と捉えているが、これに対し編集者の岸川真は本作を野球漫画と捉えている。こうした見解の相違について伊集院は「それまであの手のマンガって、どちらかに寄ることで片方お茶を濁してたと思う。お色気をギャグっぽく入れるか、野球をおまけにするか。けれど、あだち先生はお茶を濁さなかったから、年下の岸川さんには球漫で、ぼくにはDT漫の傑作ってことになるんじゃないかな」と評している。
前出の岩下は本作を「アンチスポ根なスポーツマンガの代表格として一時代を築くことになった」とする一方で、ボクシング漫画『がんばれ元気』（小山ゆう）と同様に「（理想的存在の）喪失の経験が主人公たちを強く動機づけ支配する物語」と指摘。先行する梶原一騎の作品群を再構築した『がんばれ元気』の流れを汲んだ作品と見ている。さらに岩下は、あだちが本作の発表以降も「鏡像的、分身的な人物配置を用いながら、喪失の彼岸に去った人物をめぐる作品を繰り返し描く」ことになったとしている。
元漫画編集者でライターの島田一志は、本作についての「汗臭いスポ根漫画を終わらせた作品」といった評価は、ラブコメものとしての華やかなイメージに引きずられたものであり、実際は骨太の野球漫画だと評している。過去の作品より恋愛の比重が大きく、魔球も登場しないものの、達也が「鬼監督による理不尽なしごきに耐えたり、指から流血しながらボールを投げる」といった柏葉英二郎の登場以降のシーンなどを例に挙げ、こうした表現は「どちらかといえば昔ながらのスポ根漫画の“定型”だといっていい」と指摘。「『タッチ』という作品は、「スポ根漫画を終わらせた」のではなく、極めて80年代的なスポ根漫画だった、と考えたほうがいいのではないだろうか」と評した。

## 影響
本作は『うる星やつら』（高橋留美子）、『さよなら三角』（原秀則）などとともにラブコメブームを牽引し、『週刊少年サンデー』が1980年代前半から中盤にかけて部数を大きく伸ばす原動力となった。競合誌でもこれに追随し、『週刊少年マガジン』では『翔んだカップル』（柳沢きみお）の終了以降も編集部主導の形でラブコメ路線を継続しようとしたものの、サンデー的な爽やかさを獲得できずに部数が低迷した。勝負ものを得意としていた『週刊少年ジャンプ』ではスポーツ漫画へのラブコメの導入が試まれ、『キックオフ』（ちば拓）のような本作の茶化しを狙った作品も連載された。
本作のファンが自分の子供に登場人物の名前を付けるケースも見られた。タレントの亀梨和也は上杉和也に、プロゴルファーの勝みなみは浅倉南に（フジテレビアナウンサーの佐久間みなみもその一人）、プロ野球選手の清水達也は上杉達也にちなんでいる。
アニメ化の影響などもあり、ヒロイン・浅倉南は「スポーツ美少女の代名詞」と見なされ、フジテレビ系列のニュース番組『FNNスーパータイム』には彼女の名を冠した「南ちゃんを探せ！」なるコーナーも設けられた。このコーナーは5分内の枠で学園のスポーツ美少女を紹介するといった内容のもので、1986年から4年間におよび放送された。
また、南は新体操の選手に転向するまでは野球部の女子マネージャーを務めており、マネージャーの役割を社会的に認知させた。厳密には1960年代に日本テレビ系列で放送された青春学園シリーズ、1970年代には複数の少女漫画において女子マネージャーの姿は描写されていたが、本作の影響により女子マネージャーは女子生徒のあこがれとなった。1992年7月2日付の『朝日新聞』（大阪版）の報道によれば、とある学校では野球部員の数を女子マネ－ジャーが上回るケースも見られた。
お笑い芸人のいとうあさこは南が新体操を演じる姿に扮してブレイク。その縁で2019年に『MIX』がアニメ化された際には毎回異なる端役で出演した。

## その他
- 作中に登場する喫茶店「南風」のモデルになったのは東京都練馬区の喫茶「アンデス」（1971年開業）ともいわれている[110]。喫茶「アンデス」は新型コロナウイルス感染症の感染拡大の影響により2020年夏に閉店した[110]。
- 高校3年夏の予選決勝直前、島本和彦の『炎の転校生』の主人公・滝沢昇がゲスト出演し、明青学園ナインに雨天順延を伝えるシーンがある[54][111]。これは、あだちと島本の担当編集が同じだった縁で、島本が手伝いに来た時のもので、あだちはこの回を「まず島本のキャラをどうやって出すかを考えてストーリーを作った」と語っている[111]。
- 作品終盤、高校総体新体操競技の会場として鳥取市民体育館が描かれている[112][113]。近隣の新袋川（または大路川）の河原で達也が南に告白するシーンが描かれていることから、同体育館は「クライマックスの舞台」とも称されるが[113][114]、老朽化と耐震性の問題による建て替え工事のため2020年12月に閉館した[112][113][114]。
- 2021年1月、マクドナルドの人気商品「チキンタツタ」の初登場から30周年を記念し、定番の「チキンタツタ」に加え、新商品「チキンタツタ 瀬戸内レモンタルタル」を発売。"甘酸っぱい青春"をコンセプトに「迷うって、青春だ。」をキャッチコピーに掲げ、「タッチ」とコラボレーション。キャンペーン媒体に、達也・南・和也が起用されている。なお、CMソングはテレビアニメの主題歌『タッチ (岩崎良美の曲)』の替え歌を岩崎良美本人が歌唱している[115]。